# Жилищное право
Жили́щное пра́во — совокупность норм права, которые регулируют вопросы реализации права на жилье;рассмотрения жилищных споров и других связанных вопросов.

## Предмет, метод, принципы
Предмет жилищного права — общественные отношения, возникающие, существующие и прекращающиеся по поводу жилья.
Метод жилищного права — гражданско-правовой (диспозитивный) и административный (императивный) методы.
Принципы жилищного права — закреплены в ст.1 Жилищного кодекса РФ.